# Anopetia gounellei
O rabo-branco-de-cauda-larga, (nome científico: Anopetia gounellei), também conhecido por eremita-de-cauda-larga ou, ainda, por marronzinho, é uma espécie de ave apodiforme pertencente à família dos troquilídeos, que inclui os beija-flores. É o único representante do gênero Anopetia, que é monotípico, anteriormente classificado como Phaethornis. Por sua vez, também é, consequentemente, a espécie-tipo deste gênero. Pode ser encontrada em altitudes entre 500 e 700 metros, sendo endêmica do Brasil.

## Etimologia
O nome do gênero deriva dos termos gregos antigos ἄνευ, áneu, significando "faltando"; e ὄπεας, ὄπεατοσ, opeas, opeatos, literalmente "espinho", "furador". Seu descritor específico gounellei, caracteriza a grafia em neolatim do sobrenome de Pierre Émile Gounelle, que foi responsável pela coleta do holótipo.

## Descrição
Este beija-flor possui entre 11 a 12,6 centímetros de comprimento e pesa cerca de 2,6 a 3,4 g. É um dos menores beija-flores eremitas. As partes superiores são verde-bronze e as inferiores são, principalmente, marrom-claro a ocráceo. A plumagem próxima dos olhos é preta, semelhando-se a um tipo de máscara, enquanto os supercílios e as faixas malares são esbranquiçados. Sua garganta é marrom-escura com uma borda laranja. Seu nome deriva de seu bico, cujo maxilar é largo e se sobrepõe à mandíbula. Seus dois pares internos de penas da cauda são mais longos que os outros e todos têm pontas brancas. Ao contrário de alguns outros eremitas, os bicos do macho e da fêmea têm curvatura semelhante.

## Sistemática e taxonomia
Este beija-flor foi descrito primeiramente no início da década de 1890. Classificado inicialmente como um rabo-branco, foi originalmente interpretado como um rabo-branco-acanelado. Após análises morfológicas do espécime-tipo, coletado pelo negociador de aves francês Pierre Émile Gounelle, Adolphe Boucard, que nomeou a espécie, chegaria a conclusão de que esta poderia ser movida a outro gênero. Tempo depois, em 1918, Eugène Simon descreveu um novo gênero monotípico, Anopetia. Pierre Émile Gounelle, coletor do holótipo, estava em viagem ao Brasil, quando, na fortificação de Santo Antônio da Barra, em Salvador, na Bahia, encontrou um espécime macho, que, então, foi taxidermado, servindo para a descrição.
O eremita-de-cauda-larga é uma espécie-tipo de um gênero monotípico, sendo, também, uma espécie monotípica, visto que não apresenta nenhum táxon subordinado, não tendo subespeciação. Na década de 1990, Hinkelmann e Schuchmann publicaram dois estudos — o segundo estudo de autoria apenas por Schuchmann — que abordavam a taxonomia do rabo-branco-de-cauda-larga, ressuscitando o que havia sido proposto por Simon. Algum tempo depois, o South American Classification Committee e outros sistemas taxonômicos internacionais passaram a reconhecer esta classificação.

## Distribuição e habitat
O eremita-de-cauda-larga é encontrado no nordeste do Brasil, em uma área aproximadamente ao sul do Ceará ao oeste da Bahia e nordeste de Minas Gerais. Habita principalmente paisagens de caatinga tanto úmidas com vegetação rasteira densa sob arbustos e árvores, mas também áreas mais abertas, como o cerrado. Em altitude varia de próximo ao nível do mar a cerca de 1200 metros acima do nível do mar. Há controvérsias sobre sua distribuição geográfica, visto que a espécie é comumente avistada fora da área de distribuição.

## Comportamento
É uma espécie de ave residente, não-migratória, em praticamente toda a extensão de seu território.

### Alimentação
Acredita-se que este beija-flor seja um alimentador de "armadilha", visitando um circuito de plantas com flores. Este beija-flor alimenta-se principalmente do néctar de uma grande variedade de plantas e, ainda, de pequenos artrópodes.

### Reprodução
A época de nidificação da espécie não foi totalmente definida, mas parece abranger pelo menos dezembro a fevereiro. Os poucos ninhos documentados foram descritos como em formato de copo, suspensos sob uma folha. O tamanho da ninhada é de dois ovos. Os machos foram observados incubando os ovos.

### Vocalizações
As vocalizações do eremita-de-cauda-larga são "uma série bissílaba ascendente e descendente de si-lew, repetidas continuamente... [às] vezes alteradas com um suweesi mais longo".